# Rally Villa de Llanes de 2001
El Rally Villa de Llanes de 2001, oficialmente 25.º Rally Villa de Llanes, fue la vigésimo quinta edición y la quinta cita de la temporada 2001 del Campeonato de España de Rally. Fue también puntuable para el campeonato de Asturias, la Copa Clio y la Copa Ibiza. Se celebró del 8 al 10 de junio y contó con un itinerario de once tramos que sumaban un total de 187 km cronometrados.

## Itinerario
| Día   | Tramo | Nombre            | Distancia | Hora  | Ganador               | Tiempo | Líder                 |
| ----- | ----- | ----------------- | --------- | ----- | --------------------- | ------ | --------------------- |
| Día 1 | TC1   | Carmen-Torre      | 20.35 km  | 08:00 | Salvador Cañellas jr. | 13:13  | Salvador Cañellas jr. |
| Día 1 | TC2   | Prunales-Cereceda | 11.42 km  |       | Salvador Cañellas jr. | 7:41   | Salvador Cañellas jr. |
| Día 1 | TC3   | Borines-Carrandi  | 17.20 km  |       | Salvador Cañellas jr. | 12:33  | Salvador Cañellas jr. |
| Día 1 | TC4   | Carmen-Torre      | 20.35 km  |       | Luis Monzón           | 12:50  | Luis Monzón           |
| Día 1 | TC5   | Prunales-Cereceda | 11.42 km  |       | Luis Monzón           | 7:16   | Luis Monzón           |
| Día 1 | TC6   | Borines-Carrandi  | 17.20 km  |       | Luis Monzón           | 12:34  | Luis Monzón           |
| Día 1 | TC7   | Nueva-Labra       | 19.45 km  |       | Salvador Cañellas jr. | 14:07  | Luis Monzón           |
| Día 1 | TC8   | La Tornería       | 11.42 km  |       | Luis Monzón           | 7:30   | Luis Monzón           |
| Día 1 | TC9   | Siejo-Puertas     | 23.65 km  |       | Luis Monzón           | 15:44  | Luis Monzón           |
| Día 1 | TC10  | La Tornería       | 11.42 km  |       | Salvador Cañellas jr. | 7:34   | Luis Monzón           |
| Día 1 | TC11  | Siejo-Puertas     | 23.65 km  |       | Ricardo Avero         | 15:40  | Luis Monzón           |

## Clasificación final
| Pos. | Piloto                | Copiloto              | Automóvil                | Tiempo       | Diferencia |
| ---- | --------------------- | --------------------- | ------------------------ | ------------ | ---------- |
| 1.   | Luis Monzón           | José Carlos Déniz     | Peugeot 206 WRC          | 2:07:38      | 0.0        |
| 2.   | Salvador Cañellas jr. | Alberto Sanchís       | SEAT Córdoba WRC Evo3    | 2:11:06 0:10 | +3:28      |
| 3.   | Miguel Ángel Fuster   | José Vicente Medina   | Citroën Saxo Kit Car     | 2:13:55      | +6:17      |
| 4.   | Enrique García Ojeda  | Luisa Raquel Fenández | Peugeot 106 Maxi         | 2:15:06      | +7:28      |
| 5.   | Sergio Vallejo        | Diego Vallejo         | Fiat Punto Kit Car       | 2:15:11      | +7:33      |
| 6.   | Santi Concepción      | Víctor del Rosario    | Mitsubishi Lancer Evo VI | 2:15:34      | +7:56      |
| 7.   | Dani Solà             | David Moreno          | Citroën Saxo Kit Car     | 2:15:36      | +7:58      |
| 8.   | Francisco Roig        | Ezequiel Nazábal      | Mitsubishi Lancer Evo VI | 2:15:50      | +8:12      |
| 9.   | Javier Azcona         | Alejandro Noriega     | Renault Clio Sport       | 2:16:50      | +9:12      |
| 10.  | José Piñón            | Enrique Velasco       | Renault Clio Sport       | 2:17:22      | +9:44      |